# 莱特-马丁公司
莱特－马丁公司是莱特兄弟和格伦·卢瑟·马丁将其各自著名的飞机制造公司（莱特公司和格伦·L·马丁公司）于1916年合并后的产物。 但双方的合作并不成功，一年之后格伦·卢瑟·马丁退出，公司解散。格伦·卢瑟·马丁重新组建了格伦·L·马丁公司，莱特兄弟则重组了莱特航空。
| 前任： 萊特公司 Wright Company | 萊特－馬丁公司 Wright-Martin 1916-1919 | 繼任： 萊特航空 Wright Aeronautical |